# 124P/Мркоса
Комета Мркоса (124P/Mrkos) — короткопериодическая комета из семейства Юпитера, которая была обнаружена 18 марта 1991 года чешским астрономом  Антонином Мркосом. Она была описана как диффузный объект с центральной конденсацией 15,0 m звёздной величины. После объявления об открытии японские астрономы Ю. Кусидой и О. Мурамацу обнаружили комету на более ранних снимках от 16 и 17 марта. Комета обладает довольно коротким периодом обращения вокруг Солнца — чуть более 6,0 лет.

Орбита кометы Мркоса и её положение в Солнечной системе

## История наблюдений
В марте 1991 года комета ещё довольно слабо проявляла свою активность, так что после открытия Мркос не сразу смог определить кометную природу объекта. Этот факт отражали в своих отчётах и другие наблюдатели. Так британский астроном Роберт Макнот, наблюдая комету 20 марта 1991 года отмечал, что она имеет весьма слабую кому, но зато очень сконденсированное ядро. Другой астроном, Алан Хейл, наблюдая комету следующей ночью 21 марта, и вовсе не обнаружил признаков комы. Максимальная магнитуда кометы в 1991 году достигла значения 13,8 m.
О восстановлении кометы было объявлено в октябре 1995 года, после того как Хергенротер обнаружил комету на ПЗС-изображениях, полученных С. Ларсоном 20 сентября. Магнитуда кометы тогда находилась между значениями 21,7 и 22,3 m. К тому времени, как было получено подтверждение (21 октября), магнитуда выросла до 19,1 — 20,6 m. Комета достигла своего самого северного склонения +45,5° в середине мая 1996 года, а с начала июля до начала октября 1996 года находилась на расстоянии 20 °. Комета прошла перигелий 9 ноября на расстоянии 1,413 а. е. от Солнца, после чего 16 июня 1997 года пролетела в 1,7968 а. е. от Земли.

## Сближения с планетами
В течение XX века комета дважды подходила к Юпитеру и трижды к Земле. В XXI веке ожидается ещё два тесных сближения с Юпитером.
- 0,52 а. е. от Юпитера 18 февраля 1904 года;
- 1,00 а. е. от Юпитера 13 января 1916 года;
- 0,40 а. е. от Земли 23 марта 1935 года;
- 0,41 а. е. от Земли 23 марта 1963 года;
- 0,42 а. е. от Земли 24 марта 1991 года;
- 0,50 а. е. от Юпитера 4 сентября 2010 года;
- 0,98 а. е. от Юпитера 12 июля 2022 года.